# Congresso de Jovens Shalom
O Congresso de Jovens Shalom (CJS) é um evento anual promovido pela Comunidade Católica Shalom, voltado à formação espiritual e evangelização de jovens a partir de 14 anos. Realizado desde 1989, o CJS ocorre em diferentes cidades do Brasil e do mundo, com edições nacionais anuais e uma edição internacional a cada cinco anos. O evento combina momentos de oração, pregações, celebrações eucarísticas, apresentações artísticas e shows, buscando aprofundar a experiência de fé e o carisma Shalom, centrado no amor a Cristo e na evangelização.
A edição internacional mais recente, em 2024, celebrou os 35 anos do Projeto Juventude para Jesus (PJJ) em Fortaleza, Ceará, reunindo mais de 5 mil jovens de diversas nacionalidades. O tema, inspirado na mensagem do Papa Francisco para a Jornada Mundial da Juventude de 2024, foi “Os que esperam no Senhor caminham sem se cansar” (Is 40,31).

## História
O CJS teve início em 1989, como parte do Projeto Juventude para Jesus (PJJ), fundado por  Moysés Louro de Azevedo Filho e Ronaldo Pereira no ginásio Aécio de Borba, em Fortaleza, com cerca de 5 mil participantes. A proposta surgiu da necessidade de uma ação pastoral mais dinâmica para jovens, alinhada ao carisma da Comunidade Shalom e à Renovação Carismática Católica. Desde então, o evento se expandiu, sendo realizado em cidades como São Paulo (2018), Belém (2023), Roma (2017) e Fortaleza (2019 e 2024).
Edições internacionais, como a de Roma em 2017 (durante os 35 anos da Vocação Shalom) e a de Fortaleza em 2024, destacam-se pela presença de jovens de mais de 30 países onde a comunidade atua. Durante a pandemia de COVID-19 (2020-2021), o CJS adotou formatos híbridos ou virtuais, retornando ao presencial em 2022.

## Estrutura
O CJS geralmente ocorre ao longo de dois a quatro dias, com uma programação que inclui:
- Missas e Adoração Eucarística: Momentos centrais de espiritualidade.
- Pregações: Conduzidas por líderes como Moysés Azevedo, Maria Emmir Nogueira e missionários da comunidade.
- Shows e Artes: Apresentações de bandas como Missionário Shalom e espetáculos como “O Princípio” (Fortaleza, 2024).[6]
- Workshops e Formações: Oficinas sobre temas como vocação e santidade.
- Atos Solidários: Doações de sangue (em parceria com o Hemoce) e arrecadação de alimentos.[7]

Locais como o Centro de Formação Olímpica (Fortaleza), a Expo Barra Funda (São Paulo) e o Hangar Centro de Convenções (Belém) já sediaram o evento.

## Edições Notáveis
- 1989 (Fortaleza): Primeira edição, marco do PJJ.
- 2017 (Roma): Edição internacional durante a Convenção Shalom, com mais de 3 mil jovens.
- 2018 (São Paulo): Tema “Não temas, Maria” (Lc 1,30), com 5 mil participantes.[8]
- 2023 (Belém): Tema “Maria levantou-se e partiu apressadamente” (Lc 1,39), com 2 mil jovens.[5]
- 2024 (Fortaleza): Edição internacional pelos 35 anos do PJJ, com 6 mil participantes e presença de bispos como Dom Robert J. Brennan.[1]

## Impacto
O CJS é reconhecido por seu foco no protagonismo juvenil, incentivando os jovens a viverem a santidade e a missão evangelizadora. Testemunhos destacam conversões, descobertas vocacionais e renovação espiritual. A presença de figuras como o Núncio Apostólico no Brasil, Dom Giambattista Diquattro, e o apoio da CNBB reforçam sua relevância eclesial.

## Próximas Edições
No encerramento do CJS 2024, foram anunciadas as edições de 2025: uma nacional em Curitiba, Paraná, e uma hispano-americana em Santa Cruz de la Sierra, Bolívia.